# Bob Cluggish
Robert Marion "Bob" Cluggish (Corbin, Kentucky, 18 de septiembre de 1917-Orange, Florida, 5 de septiembre de 2008) fue un jugador de baloncesto estadounidense que disputó una temporada en la BAA, además de jugar en la ABL. Con 2,08 metros de estatura, jugaba en la posición de pívot.

## Trayectoria deportiva

### Universidad
Jugó durante tres temporadas con los Wildcats de la Universidad de Kentucky, en las que promedió 4,7 puntos por partido. Fue el primer jugador de su universidad en llegar a jugar en la BAA o la NBA.

### Profesional
Comenzó su andadura profesional en los Elizabeth Braves de la ABL, donde únicamente disputó cuatro partidos en los que promedió 4,5 puntos, fichando en el mes de noviembre de 1946 por los New York Knicks, donde en su única temporada en el equipo promedió 4,4 puntos por partido.

#### Estadísticas en la BAA

##### Temporada regular
| Temporada | Edad | Equipo          | Liga | P  | TIT | MIN | TC  | TCA | %TC  | 3P | 3PA | %3P | TL  | TLA | %TL  | R.OF. | R.DEF. | REB | ASIS | ROB | TAP | PER | FP  | PTS |
| 1946-47   | 29   | New York Knicks | BAA  | 54 |     |     | 1.7 | 6.6 | .261 |    |     |     | 1.0 | 1.7 | .571 |       |        |     | 0.4  |     |     |     | 2.1 | 4.4 |
| Total     |      |                 | BAA  | 54 |     |     | 1.7 | 6.6 | .261 |    |     |     | 1.0 | 1.7 | .571 |       |        |     | 0.4  |     |     |     | 2.1 | 4.4 |

##### Playoffs
| Temporada | Edad | Equipo          | Liga | P | MIN | TCA | TC | 3PA | 3P | TLA | TL | R.OF. | REB | ASIS | ROB | TAP | PER | FP | PTS | %TC  | %3P | %FT  | MIN | PTS | REB | AST |
| 1946-47   | 29   | New York Knicks | BAA  | 5 |     | 4   | 27 |     |    | 0   | 2  |       |     | 0    |     |     |     | 12 | 8   | .148 |     | .000 |     | 1.6 |     | 0.0 |
| Total     |      |                 | BAA  | 5 |     | 4   | 27 |     |    | 0   | 2  |       |     | 0    |     |     |     | 12 | 8   | .148 |     | .000 |     | 1.6 |     | 0.0 |